# 西阎汤王庙
西阎汤王庙，位于山西省临汾市翼城县西阎镇西阎村。祭祀商代开国之君商汤。西阎汤王庙建于清康熙十二年十二月（1673年），规模宏伟，包括南侧的戏台、山门，北侧的正殿及献殿，以及东西南侧的八间廊房。正殿悬山顶。戏台歇山顶。
2021年8月4日，西阎汤王庙公布为第六批山西省文物保护单位。